# Sweltsa continua
Sweltsa continua är en bäcksländeart som först beskrevs av Banks 1911.  Sweltsa continua ingår i släktet Sweltsa och familjen blekbäcksländor. Inga underarter finns listade i Catalogue of Life.